# Grewia graniticola
Grewia graniticola är en malvaväxtart som beskrevs av D.A. Halford. Grewia graniticola ingår i släktet Grewia och familjen malvaväxter. Inga underarter finns listade i Catalogue of Life.